# Polvaredas (Buenos Aires)
Polvaredas es una localidad de la provincia de Buenos Aires, Argentina, perteneciente al partido de Saladillo.

## Ubicación
Se encuentra a 29 km al noreste de la ciudad de Saladillo.

## Historia
El pueblo se fundó el 17 de marzo de 1912, mismo día de la inauguración de la línea de trocha angosta del Ferrocarril Provincial de Buenos Aires que desde La Plata llegaba a Mira Pampa. La señora Ofelia Del Carril de Lagos, heredera de Víctor Del Carril, donó los terrenos para la línea del ferrocarril y se llamó Polvaredas a la estación ferroviaria. Los servicios ferroviarios cesaron en 1961.

## Población
Cuenta con 392 habitantes (Indec, 2010), lo que representa un descenso del 8% frente a los 413 habitantes (Indec, 2001) del censo anterior.
| Gráfica de evolución demográfica de Polvaredas entre 1991 y 2010 |
|                                                                  |
| Fuente: Censos nacionales del INDEC                              |